# 鱼农桥街道
鱼农桥街道是中华人民共和国湖北省荆州市沙市区下辖的一个街道办事处。

## 行政区划
鱼农桥街道下辖以下村级行政区划单位：
庙兴村、黄港村、黄渊村、窑湾分场、王桥分场、北港分场、洪塘分场、杨场分场和渔龙桥社区。